# Tình thế quốc gia
Tình thế quốc gia (chữ Trung phồn thể : 國情, chữ Trung giản thể : 国情, Hán - Việt : quốc tình) chỉ tình hình và đặc điểm cơ bản của một quốc gia ở các phương diện tính chất xã hội, chính trị, kinh tế và văn hoá. Nó cũng đặc biệt chỉ tình hình và đặc điểm cơ bản ở một thời kì nào đó của một quốc gia. Một mặt chỉ tình hình của quốc gia, một mặt khác chỉ tính chất xã hội của quốc gia. Nói cách khác, tình thế quốc gia chính là đặc điểm và cái khác nhau, chính là môi trường, điều kiện và tình hình đặc thù của một quốc gia không giống nhau với quốc gia khác. Bất luận quốc gia nào đều có tình thế quốc gia của chính mình.
Tình thế quốc gia là do vì một quốc gia hoặc vùng đất đã đi qua lịch sử và văn hoá vào một khoảng thời gian dài cho nên tích luỹ và lắng đọng mãi tới nay. Tình thế quốc gia tương đối ổn định ở bên trong phạm vi thời gian và không gian nhất định, tình thế quốc gia ở thời kì nhất định lẽ đương nhiên hiện ra thể chế và văn hoá. Tất nhiên, tình thế quốc gia thường thường cư trú ở trong sự biến hoá của phát triển, do đó nó cũng có thể biến hoá và đổi khác, nhưng mà cần thiết phải kinh qua sự biến hoá của phát triển ở một thời gian dài, thì mới có thể đem một bộ phận biến hoá và đổi khác của tình thế quốc gia mà ổn định một cách vững vàng cho tới nay. Cái đáng giá chỉ ra chính là, việc tìm tòi nghiên cứu về tình thế quốc gia của giới học thuật trước mắt đã có một khía cạnh của tìm tòi nghiên cứu khách quan, lại còn có lấy cái gọi là "tình thế quốc gia" làm tấm mộc cốt để từ chối thoái thác, nhấn mạnh vượt quá mức độ nhất định cái sắc thái riêng của nước mình mà cự tuyệt một khía cạnh bảo vệ giữ gìn trào lưu của thế giới. Cái then chốt ở chỗ "tình thế quốc gia" có được phân tích nghiên cứu cắt nghĩa để đạt đến mục đích có sẵn đặc biệt và độc quyền của bản thân hay không.

## Nội dung
Cái gọi là tình thế quốc gia, là chỉ tổng hoà các phương diện như truyền thống lịch sử văn hoá, môi trường địa lí tự nhiên, tình hình phát triển kinh tế - xã hội và quan hệ quốc tế, cũng là chỉ tình hình cơ bản của một quốc gia ở một thời kì nào đó.
Tình thế quốc gia có thể chia cắt cụ thể làm bảy phương diện :
1. Môi trường tự nhiên và tài nguyên tự nhiên : diện tích đất đai quốc gia, địa chất, địa mạo, địa hình, khí hậu, mỏ quặng, tài nguyên sinh vật, tài nguyên nước, tài nguyên ánh sáng, tài nguyên nhiệt, v.v
2. Tình hình giáo dục khoa học - kĩ thuật : đội ngũ khoa học - kĩ thuật, trình độ nghiên cứu khoa học, thể chế khoa học - kĩ thuật ; quy mô, kết cấu, trình độ của giáo dục, v.v
3. Tình hình phát triển kinh tế : thật lực kinh tế, thể chế kinh tế, quan hệ sản xuất, bố cục năng lực sản xuất, quan hệ kinh tế đối ngoại, v.v
4. Tình hình chính trị : phân chia giai cấp và tầng lớp xã hội, quan hệ giữa chính đảng và tập đoàn chính trị, thể chế chính trị, chế độ chính trị, kiến thiết dân chủ và pháp chế, v.v
5. Tình hình xã hội : Nhân khẩu, dân tộc, gia đình, hôn nhân, tội phạm xã hội và đối sách tương ứng của nó, v.v
6. Truyền thống văn hoá : phương hướng chọn lấy giá trị, quan niệm đạo đức luân lí, quan niệm tín ngưỡng tông giáo, quan niệm nghệ thuật với truyền thống dân tộc và tập quán phong tục, v.v
7. Môi trường quốc tế và quan hệ quốc tế.

## Giáo dục tình thế quốc gia
Tình thế quốc gia là chỉ tình hình và đặc điểm cơ bản của một quốc gia ở thời kì cụ thể. Nó bao gồm tình thế quốc gia tự nhiên, tình thế quốc gia lịch sử (phát triển lịch sử dân tộc, truyền thống dân tộc, nguồn gốc văn hoá, lịch sử phát triển văn minh), tình thế quốc gia hiện thật và tình thế quốc gia tương đối. Nội dung giáo dục tình thế quốc gia cần phải là hệ thống tri thức do bốn phương diện nêu trên hình thành.